# Eczemă
Eczema (greacă έκζεμα - descuamare) este o dermatită neinfecțioasă (boală de piele) care poate apărea în orice regiune a corpului. Ele sunt caracterizate prin inflamarea pielii cauzate de diferite iritații cu

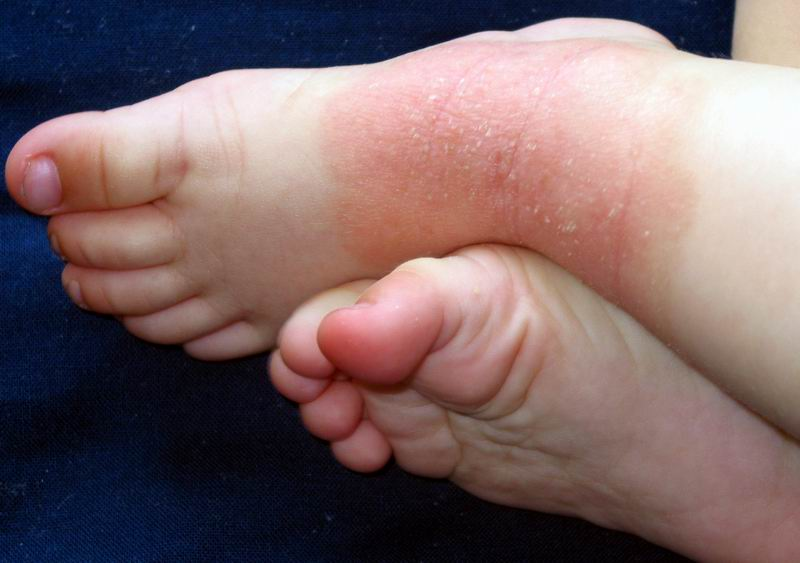
Eczemă atrofică

Eczemă acută seboreică pe cap

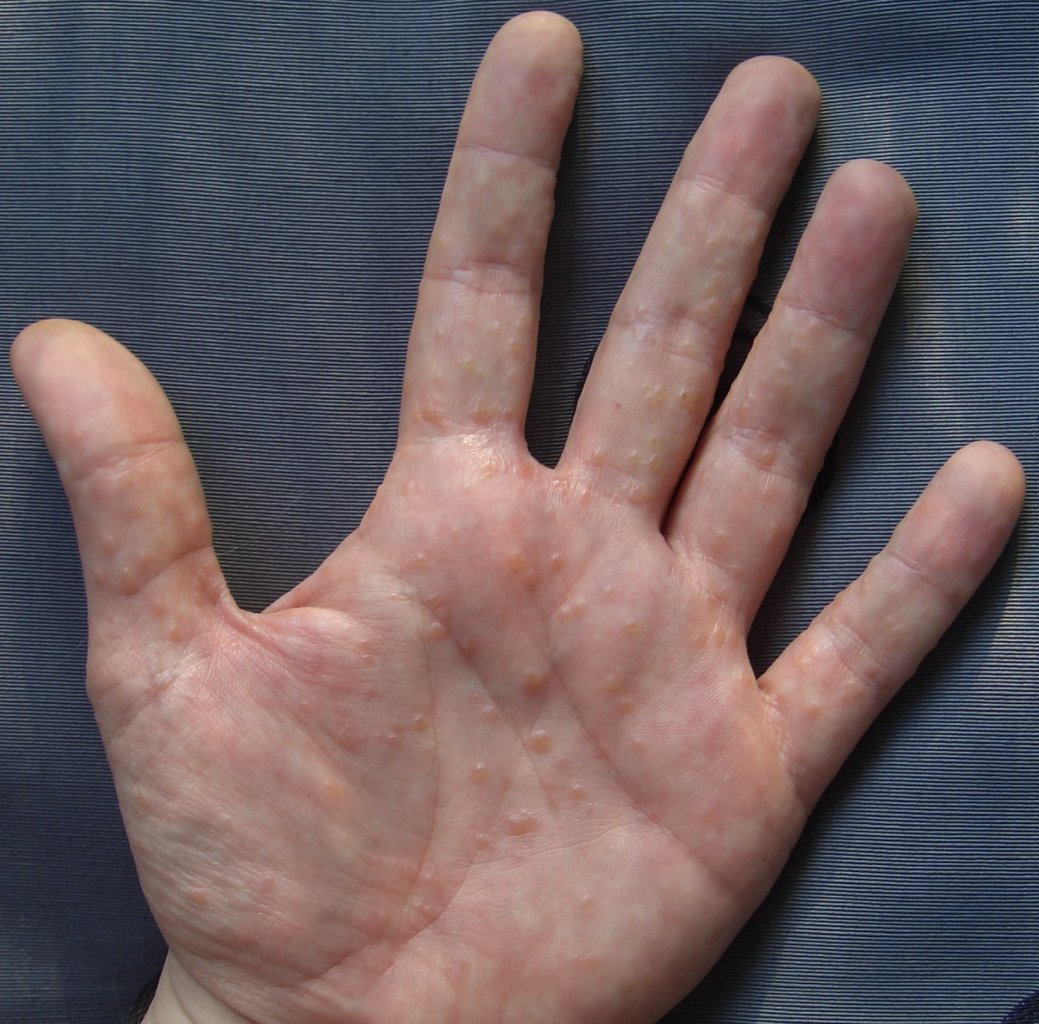
Eczemă distrofică

- înroșirea pielii,
- formare 
  - de vezicule
  - de exusadat
  - de cruste
- descuamări de piele

## Simptome
Simptomele unei eczeme depind de agentul etilogic ca și de patogeneza bolii:

### Forma acută
Se prezintă cu mai multe stadii: 
- înroșirea pielii  (Stadium erythematosum),
- apariție de vezicule  (Stadium vesicolosum) însoțit de prurit (mâncărime)
- la spargerea veziculelor, se scurge un exudat  (Stadium madidans)
- apariție de cruste (Stadium crustosum)
- descuamări cu formare de mătreață (Stadium squamosum) urmat de vindecarea eczemei.

### Forma cronică
Apare în cazul iritațiilor repetate, ceea ce nu permite vindecarea și determină cronicizarea bolii, stadiile apar ca și cazul formei acute, dar acestea apar mai șters și concomitent mai multe stadii, însoțite de noduli, îngroșarea pielii ca și cicatrici din cauza scărpinatului.

### Complicații
Complicațiile care pot apărea în cazul unei eczeme sunt:
- suprainfecțiile
  - bacteriene
  - micotice
  - virotice (Ekzema herpeticatum)

## Tratamentul
Depinde de stadiul bolii, ea constă din unguente cu corticoizi, sau în cazul suprainfecțiilor bacteriene alifii cu antibiotice. În cazurile grave se face un tratament general pentru reechilibrarea metabolismului. Ca și caz de prevenție se caută evitarea alergenilor (factorilor iritativi) care au declanșat eczema.